# Ушбулакский сельский округ
Ушбулакский сельский округ (каз. Үшбұлақ ауылдық округі) — административная единица в составе Алакольского района Жетысуской области Казахстана. Административный центр — село Ушбулак. 
Население — 1298 человек (2009; 1984 в 1999). 

## Административное устройство
| Населённый пункт | Население, лиц (1999) | Население, лиц (2009) |
| ---------------- | --------------------- | --------------------- |
| Айпара, село     | 245                   | ▼157                  |
| Кенес, село      | 166                   | ▼130                  |
| Ушбулак, село    | 1573                  | ▼1011                 |